# Amerika országainak címerei

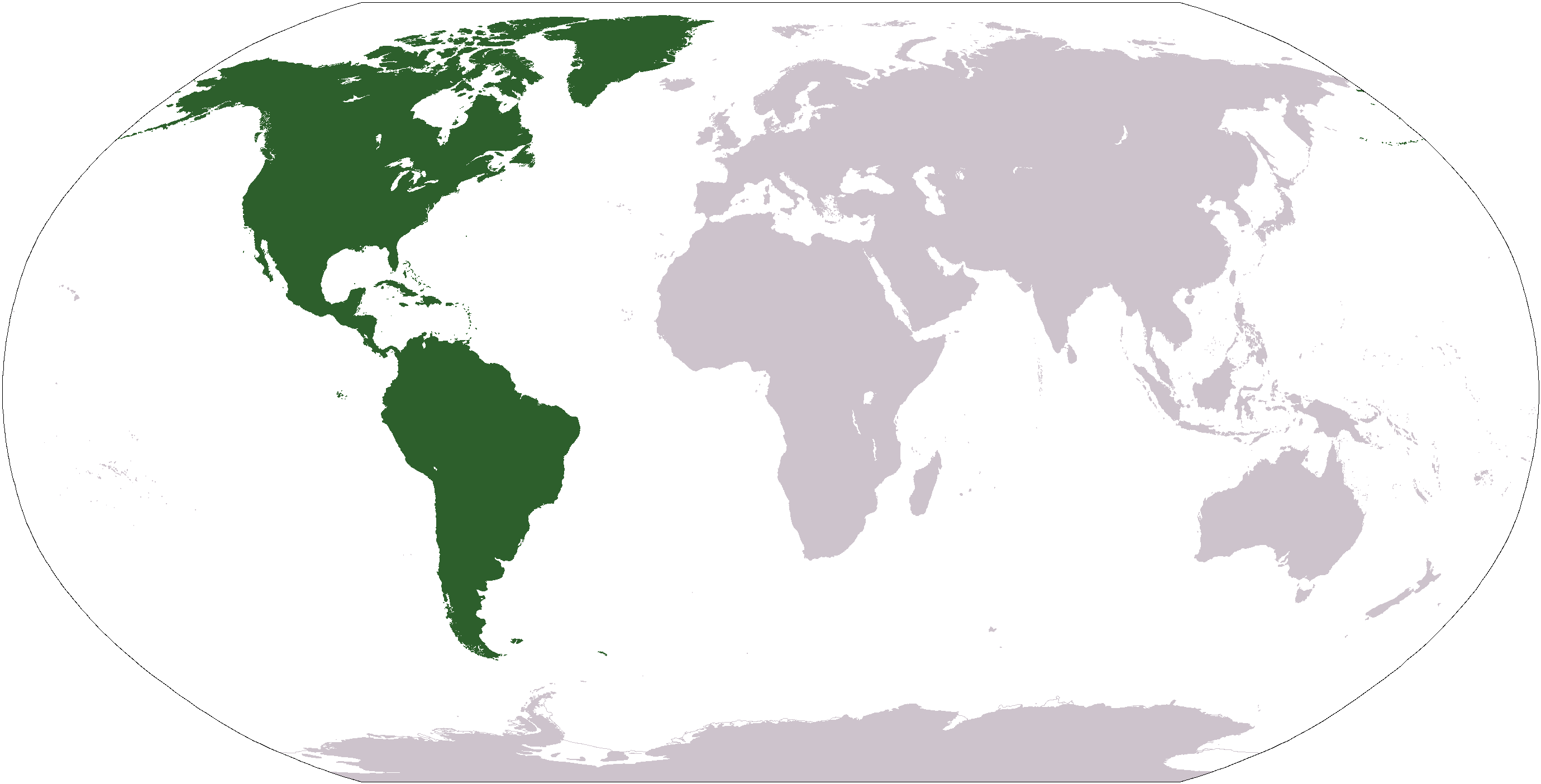

Az alábbi lista Amerika országainak a címereit tartalmazza.

## Nemzetközileg elismert, önálló országok
| Ország                    | Címer | Címeres szócikk                           |
| ------------------------- | ----- | ----------------------------------------- |
| Amerikai Egyesült Államok |       | Az Amerikai Egyesült Államok nagypecsétje |
| Antigua és Barbuda        |       | Antigua és Barbuda címere                 |
| Argentína                 |       | Argentína címere                          |
| Bahama-szigetek           |       | A Bahama-szigetek címere                  |
| Barbados                  |       | Barbados címere                           |
| Belize                    |       | Belize címere                             |
| Bolívia                   |       | Bolívia címere                            |
| Brazília                  |       | Brazília címere                           |
| Chile                     |       | Chile címere                              |
| Costa Rica                |       | Costa Rica címere                         |
| Dominikai Közösség        |       | A Dominikai Közösség címere               |
| Dominikai Köztársaság     |       | A Dominikai Köztársaság címere            |
| Ecuador                   |       | Ecuador címere                            |
| Grenada                   |       | Grenada címere                            |
| Guatemala                 |       | Guatemala címere                          |
| Guyana                    |       | Guyana címere                             |
| Haiti                     |       | Haiti címere                              |
| Honduras                  |       | Honduras címere                           |
| Jamaica                   |       | Jamaica címere                            |
| Kanada                    |       | Kanada címere                             |
| Kolumbia                  |       | Kolumbia címere                           |
| Kuba                      |       | Kuba címere                               |
| Mexikó                    |       | Mexikó címere                             |
| Nicaragua                 |       | Nicaragua címere                          |
| Panama                    |       | Panama címere                             |
| Paraguay                  |       | Paraguay címere                           |
| Peru                      |       | Peru címere                               |
| Saint Kitts és Nevis      |       | Saint Kitts és Nevis címere               |
| Saint Lucia               |       | Saint Lucia címere                        |
| Saint Vincent             |       | Saint Vincent címere                      |
| Salvador                  |       | Salvador címere                           |
| Suriname                  |       | Suriname címere                           |
| Trinidad és Tobago        |       | Trinidad és Tobago címere                 |
| Uruguay                   |       | Uruguay címere                            |
| Venezuela                 |       | Venezuela címere                          |

## Függő területek
| Ország                    | Terület                                | Címer | Címeres szócikk                                 |
| ------------------------- | -------------------------------------- | ----- | ----------------------------------------------- |
| Egyesült Királyság        | Anguilla                               |       | Anguilla címere                                 |
| Egyesült Királyság        | Bermuda                                |       | Bermuda címere                                  |
| Egyesült Királyság        | Déli-Georgia és Déli-Sandwich-szigetek |       | A Déli-Georgia és Déli-Sandwich-szigetek címere |
| Egyesült Királyság        | Falkland-szigetek                      |       | A Falkland-szigetek címere                      |
| Egyesült Királyság        | Kajmán-szigetek                        |       | A Kajmán-szigetek címere                        |
| Egyesült Királyság        | Montserrat                             |       | Montserrat                                      |
| Egyesült Királyság        | Turks- és Caicos-szigetek              |       | A Turks- és Caicos-szigetek címere              |
| Amerikai Egyesült Államok | Amerikai Virgin-szigetek               |       | Az Amerikai Virgin-szigetek címere              |
| Amerikai Egyesült Államok | Puerto Rico                            |       | Puerto Rico címere                              |
| Hollandia                 | Aruba                                  |       | Aruba címere                                    |
| Hollandia                 | Bonaire                                |       | Bonaire címere                                  |
| Hollandia                 | Curaçao                                |       | Curaçao címere                                  |
| Hollandia                 | Saba                                   |       | Saba címere                                     |
| Hollandia                 | Sint Eustatius                         |       | Sint Eustatius címere                           |
| Hollandia                 | Sint Maarten                           |       | Sint Marten címere                              |
| Dánia                     | Grönland                               |       | Grönland címere                                 |
| Franciaország             | Saint-Pierre és Miquelon               |       | Saint Pierre és Miquelon címere                 |